# Bolitoglossa mulleri
La salamandra de Müller (Bolitoglossa mulleri) es una especie de salamandras en la familia Plethodontidae.
Habita en Guatemala y Chiapas (México).
Su hábitat natural son bosques húmedos tropicales o subtropicales a baja altitud, los montanos húmedos tropicales o subtropicales, plantaciones y jardines rurales.
Está amenazada de extinción debido a la destrucción de su hábitat.